# Phrynarachne sinensis
Phrynarachne sinensis es una especie de araña cangrejo del género Phrynarachne, familia Thomisidae. Fue descrita científicamente por Peng, Yin y Kim en 2004.

## Distribución
Esta especie se encuentra en China.

## Tratamiento taxonómico
La especie aparece registrada y publicada en  One new species of the genus Phrynarachne (Araneae, Thomisidae) from China. Korean Arachnology 20: 21-2.